# 조시 루커스
조시 루커스(Josh Lucas, 1971년 6월 20일 ~ )은 미국의 배우다.

## 생애
아칸소주 리틀록에서 태어났다. 부모님의 반핵 운동 활동 때문에 13살이 될 때까지 30여 번 이사를 다녔다. 고등학교 졸업 후 대학 진학을 포기하고 할리우드로 거처를 옮겨 배우가 되었다.

## 출연 작품

### 영화
- 얼라이브 (1993) - 펠리페 레스타노 역
- 아빠 만들기 (1993)
- 웨스트 포인트 61 (1993, Class of '61)
- 아메리칸 사이코 (2000) - 크레이그 맥더멋 역
- 유 캔 카운트 온 미 (2000)
- 세션 나인 (2001)
- 뷰티풀 마인드 (2001) - 핸슨 역
- 스위트 알라바마 (2002)
- 헐크 (2003) - 탤벗 역
- 세컨핸드 라이온스 (2003)
- 언피니쉬드 라이프 (2005)
- 글로리 로드 (2006)
- 포세이돈 (2006) - 딜런 존스 역
- 커플로 살아남기 (2010)
- 제이. 에드가 (2011)
- 링컨 차를 타는 변호사 (2011) - 테드 민턴 역
- 보이콰이어 (2014, Boychoir)
- 리틀 액시던트 (2014) - 빌 도일 역
- The Mend (2014) - 맷 역
- Occult (2015)
- 디어 엘리너 (2016, Dear Eleanor) - 프랭크 모리스 역
- 왓 데이 해드 (2018) - 에디 역
- Murderous Trance (2018)
- All Square (2018)
- 포드 V 페라리 (2019) - 리오 비비 역
- 기적의 소년 (2019)
- 그녀는 내일 죽는다 (2020)
- 더 퍼지: 포에버 (2021) - 딜런 역
- 블랙 데몬 (2023) - 폴 스터지스 역

### 텔레비전
- 야망의 함정 (2012)
- 미스터리 오브 로라 (2014-16)
- 옐로우스톤 (2018-22)